# Hook (East Riding of Yorkshire)
Hook is een civil parish in het bestuurlijke gebied East Riding of Yorkshire, in het Engelse graafschap East Riding of Yorkshire met 1292 inwoners.